# Dahor
Dahor is een bestuurslaag in het regentschap Tuban van de provincie Oost-Java, Indonesië. Dahor telt 1536 inwoners (volkstelling 2010).